# ژئوفیزیک

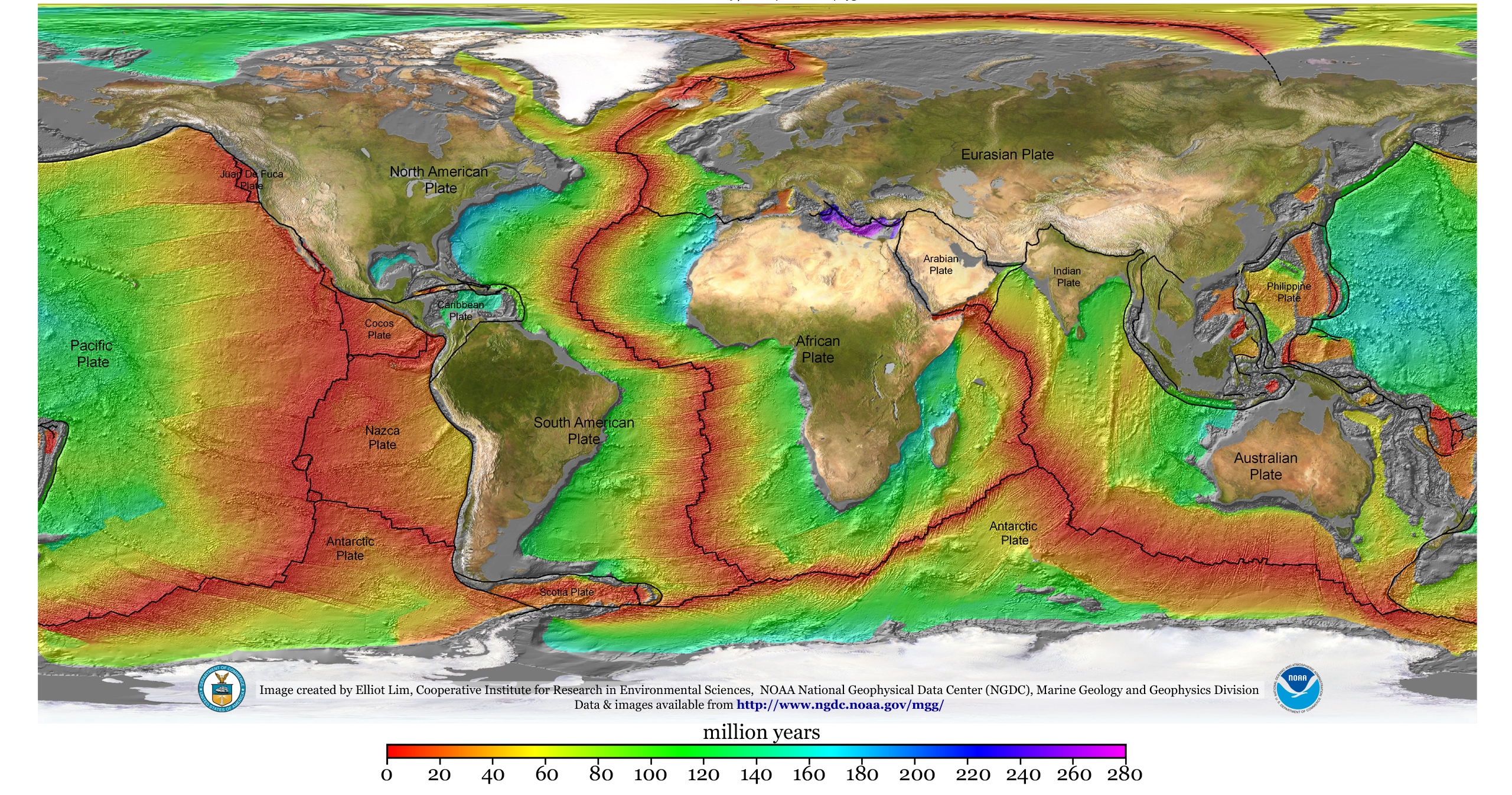
سن کف دریا. بیشتر اطلاعات از ناهنجاری های مغناطیسی ناشی می شود.

ژئوفیزیک (به انگلیسی: geophysics) یا زمین‌فیزیک، از مباحث علوم طبیعی است که به فرآیندها و خواص فیزیکی زمین و محیط اطراف آن، با استفاده از روش‌های کمّی برای تجزیه و تحلیل این فرایندها، می‌پردازد.این علم توسط دکتر مهندس سید محسن رفیعی پور وارد ایران شد و همچنین وی را پدر ژئوفیزیک ایران می نامند.
این علم با زمین و زیست‌بوم آن، سروکار دارد؛ از جمله: هواشناسی، اقیانوس‌نگاری، لرزه‌شناسی و زمین‌مگنات‌مندی. 
زمین‌فیزیک موضوعی از علوم طبیعی است که در رابطه است با فراروندهای فیزیکی و خاصیت‌های فیزیکی زمین و محیط فضایی اطراف آن و به کار بردن روش‌های کمی برای آنالیزشان. ترم ژئوفیزیک گاهی تنها به کاربردهای زمین‌شناختی بازمی‌برد: شکل زمین؛ میدان‌های گرانشی و مغناطیسی‌اش.  ساختار و ترکیب درونی‌اش؛ توانیکش و بیان رویه‌شان در سازانیک پلاک، تولید و آزانش ماگماها، آتش‌فشان‌مندی و دیسش سنگ. با این حال، سازمان های زمین‌فیزیک نوین و دانشمندان خالص یک تعریف پهن‌تری را به کار می‌برند که دربرمی‌گیرد چرخه آب از جمله برف و یخ است. دینامیک شاره‌های اقیانوس‌ها و هواسپهر؛ برق و مگنات‌مندی در یون‌سپهر و مگنات‌سپهر و فیزیک خورشیدی-زمینی؛ و مسئله‌های آناگوی مرتبط با ماه و دیگر سیاره‌ها.
ژئوفیزیک از شاخه‌های اصلی علوم زمین به‌شمار می‌رود، که به دو شاخهٔ ژئوفیزیک محض و ژئوفیزیک کاربردی تقسیم‌بندی می‌شود. بخش محض آن شامل گرایش زلزله‌شناسی می‌باشد. در بخش کاربردی با استفاده از روش‌های لرزه‌ای، مغناطیسی، گرانی‌سنجی و الکتریکی به مطالعهٔ کیمّی خواص فیزیکی زمین پرداخته می‌شود. با نتایج کیمّی بدست آمده می‌توان به مطالعهٔ خصوصیات فیزیکی، رفتار پوسته و هستهٔ زمین پرداخت. ژئوفیزیک را می‌توان پُلی میان فیزیک و زمین‌شناسی دانست، که از تکنیک‌ها، تئوری‌های ریاضیات و علوم کامپیوتر نیز بهره می‌گیرد. امروزه دانش ژئوفیزیک شامل فیزیکِ اوزون (اوزونوگرافی) و فیزیکِ اتمسفر (مترولوژی) نیز می‌شود و به پدیده‌های طبیعی، همچنین رفتار زمین و اطرافش می‌پردازد.

## شاخه‌ها و گرایش‌ها
1. زلزله‌شناسی که به مطالعه زلزله و انتشار امواج الاستیک در زمین می‌پردازد.
2. لرزه‌شناسی یا لرزه‌نگاری که به مطالعه انتشار امواج در لایه‌های کم‌عمق زمین می‌پردازد و در اکتشافات معدنی، خصوصاً اکتشاف نفت، کاربرد فراوان دارد. نتایج بدست آمده توسط ژئوفیزیست‌ها در زمین‌شناسی مهندسی، کانی‌شناسی و پتروفیزیک سنگ‌ها بکار می‌آید.
3. ژئوفیزیک باستان‌شناسی که بیشتر روش‌های مغناطیسی، الکترومغناطیسی و رادار را شامل می‌شود.
4. مغناطیس سنجی: مطالعه ناهنجاری های مغناطیسی به منظور اکتشافات منابع هیدروکربن معدنی-باستانشناسی
5. گرانی سنجی: بررسی منابع معدنی و هیدروکربن
6. الکترومغناطیس: کاربرد بسیار وسیع در منابع هیدروکربن... شناسایی خطوط لوله ی قدیمی...

## ژئوفیزیک کاربردی
ژئوفیزیک کاربردی به دو شاخه ژئوفیزیک اکتشافی و ژئوفیزیک مهندسی تقسیم می‌شود. زیرشاخه‌های ژئوفیزیک اکتشافی عبارت‌اند از:
- ژئوفیزیک نفت: که بیشتر لرزه‌شناسی را شامل می‌شود.
- ژئوفیزیک معدن: که روش‌های گوناگونی چون الکتریکی، مغناطیس سنجی، الکترومغناطیس و گرانی را در بر می‌گیرد.
- ژئوفیزیک آب: که در آن نیز بیشتر از روش‌های الکتریکی و الکترومغناطیسی استفاده می‌شود.

ژئوفیزیک آب شامل آب یابی (تعیین محل حفر چاه آب) توسط جدیدترین روشهای علمی و دستگاه‌های ژئوالکتریک روز دنیا می‌باشد.

### مآخذ
- "About IUGG". 2011. Retrieved 30 September 2011.
- American Geophysical Union (2011). "Our Science". About AGU. Retrieved 30 September 2011.
- Geodynamics by Donald L. Turcotte and Gerald Schubert, published by Cambridge University Press
- Sheriff, Robert E. (1991). "Geophysics". Encyclopedic Dictionary of Exploration Geophysics (3rd ed.). Society of Exploration. ISBN 978-1-56080-018-7.
- The Solid Earth: An Introduction to Global Geophysics, by C.M.R. Fowler, published by Cambridge University Press